# Frank Chodorov
Frank Chodorov (15 de febrero de 1887 - 28 de diciembre de 1966) fue un pensador y activista estadounidense y miembro de la Old Right, un grupo de ideólogos libertarios minarquistas, quienes fueron antiguerra, antiimperialistas, y (después) opositores al New Deal. Fue discípulo de Albert Jay Nock, y como este tuvo aceptación tanto en ambientes de derecha como de izquierda. A pesar de su influencia sobre la derecha conservadora estadounidense Chodorov rechazaba definirse a sí mismo como conservador, y en cambio se autodenominaba individualista. En su formación ideológica hubo una breve influencia del anarquismo y una importante relación con el georgismo, por lo que puede ser calificado como un "geolibertario".

## Actividad
Fundó en los años 1930 la revista "The Freeman", el mismo nombre de un desaparecido periódico de Jay Nock de los años 1920, donde por años defendió el antiestatismo y el mercado libre, en 1937 estuvo a cargo del Henry George School of Social Science. En noviembre de 1944, estableció un boletín mensual de 4 hojas llamado "analysis", se describía como "una publicación individualista-la única de su tipo en América." Atrayendo una modesta base de suscriptores, la revista se fusionó con el semanario conservador Human Events en 1951. 
En 1953, Chodorov fundó la Intercollegiate Society of Individualists (ISI), con William F. Buckley, Jr. como presidente. En los últimos años, ISI se convirtió en un thin thank de publicaciones conservadoras y en un lugar del movimiento conservador en los Estados Unidos. Posteriormente, evolucionó hasta convertirse en el Intercollegiate Studies Institute.[cita requerida]

## Obras
- The Economics of Society, Government and State (1946)
- One is a Crowd: Reflections of an Individualist (1952)
- The Income Tax: Root of All Evil (1952)
- The Rise & Fall of Society: An Essay on the Economic Forces That Underline Social Institutions (1959)
- Out of Step: The Autobiography of an Individualist (1962)
- Flight to Russia (1959)
- Fugitive Essays